# Ligne de Montsecret - Vassy aux Maures
La ligne ferroviaire de Montsecret–Vassy aux Maures était une voie ferrée d'intérêt local  à écartement normal qui se situait dans les départements de l'Orne et de la Manche dans la région Basse-Normandie.
Elle prenait naissance sur la ligne d'Argentan à Granville à la hauteur de la gare de Montsecret–Vassy et desservait la ville de Tinchebray, puis se terminait sur la ligne de Vire à Romagny en gare des Maures, en direction de Sourdeval.
La particularité de cette ligne est qu'elle fut classée d'intérêt local, bien que construite à l'écartement normal (1,435 m),

## Histoire
Mise en service de la ligne le 13 février 1883.
En 1909, une loi du 21 décembre règle les modalités de reprise des lignes de la Compagnie des chemins de fer de l'Ouest, en faillite. La convention annexée prévoit que l'État se substitue à la Compagnie pour des « traités antérieurs relatifs à l'exploitation », ce qui concerne notamment « la ligne de chemin de fer d'intérêt local de Montsecret aux Maures ».
Fermetures de la ligne : de Tinchebrai aux Maures : voyageurs en 1917 et marchandises en 1918 ; de Montsecret - Vassy à Tinchebrai : voyageurs en 1939 et marchandises en 1964.